# Cephalotes bivestitus
Cephalotes bivestitus é uma espécie de inseto do gênero Cephalotes, pertencente à família Formicidae.